# Garford (Fahrzeugmarke)

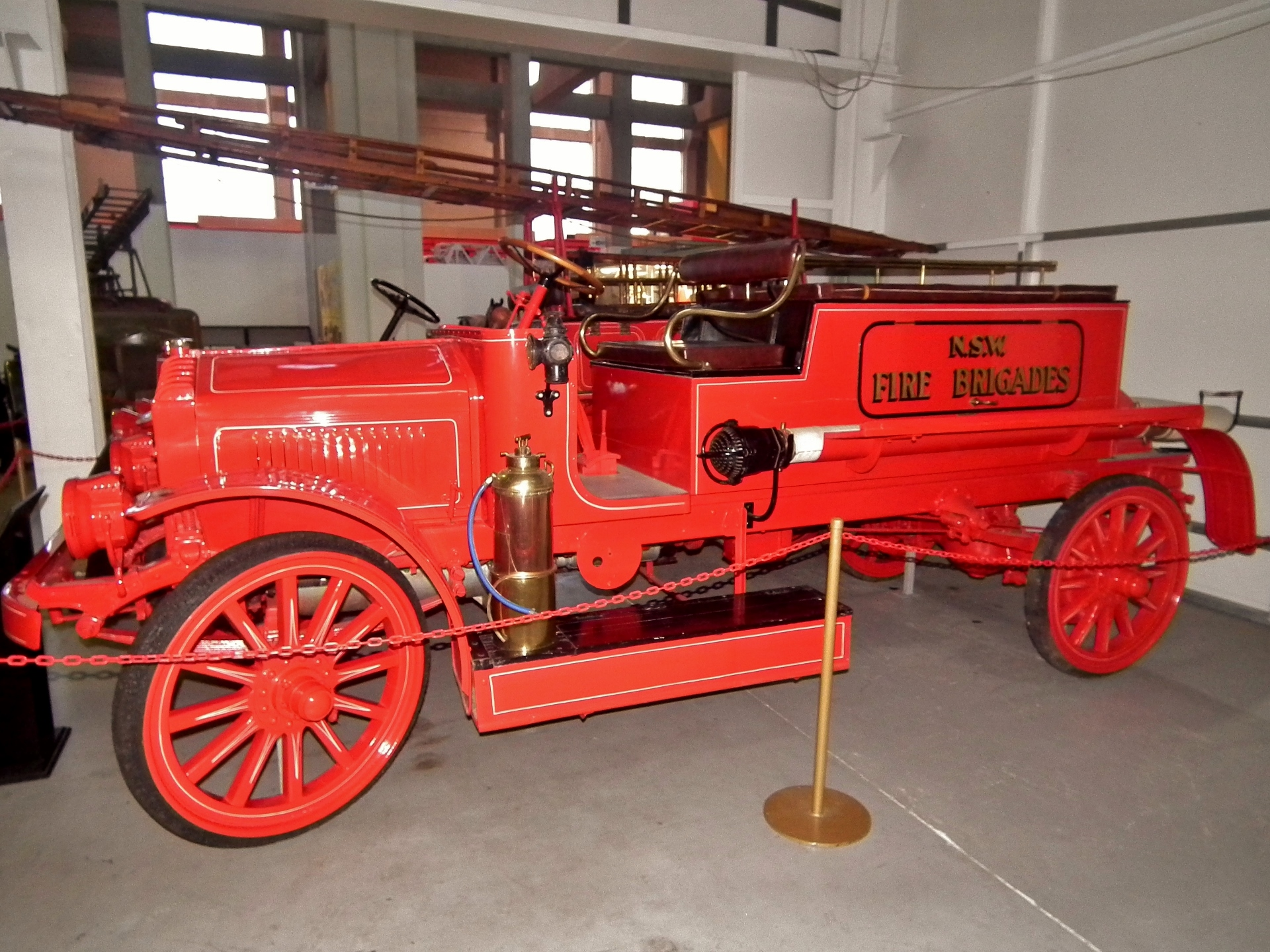
Feuerwehrfahrzeug von Garford von 1919

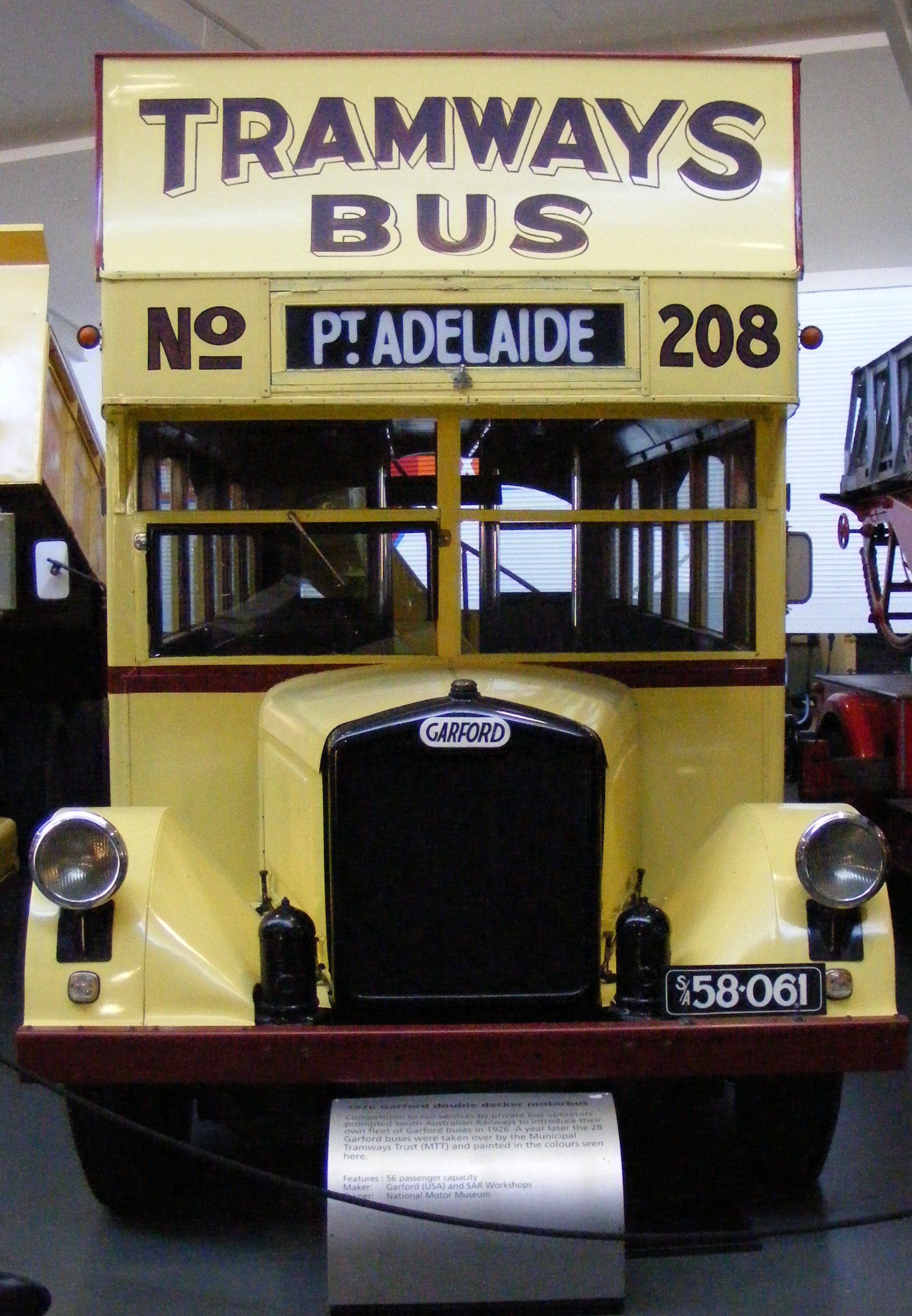
Omnibus von Garford von 1926

Garford war eine US-amerikanische Fahrzeugmarke.

## Markengeschichte
Die Federal Manufacturing Company aus Elyria in Ohio produzierte ab 1903 Teile für Fahrzeughersteller. Arthur L. Garford übernahm das Unternehmen und benannte es in Garford Company um. Er lieferte komplette Fahrgestelle. Abnehmer waren Ardsley Motor Car Company, Cleveland Automobile Company, Gaeth Motor Car Company, Knight & Kilbourne Company, Rainier Motor Car Company und Royal. Größter Abnehmer war die Studebaker Corporation. Im Oktober 1907 wurden erstmals Fahrzeuge mit dem eigenen Markennamen Garford auf der Grand Central Palace Show präsentiert und anschließend angeboten. Auf Druck von Studebaker endete diese Produktion 1908.
Ab 1909 entstanden Nutzfahrzeuge. Nachdem Studebaker die Everitt-Metzger-Flanders Company übernommen hatte, endete das Abkommen mit Garford. Im Januar 1911 standen Garford-Fahrzeuge auf der New York Automobile Show. Das fehlende Händlernetz erwies sich als Nachteil bei der Vermarktung. 1912 übernahm Willys-Overland die Pkw-Abteilung und benutzte den Markennamen noch bis 1913.
Die Garford Company stellte weiterhin Nutzfahrzeuge mit dem Namen Garford her. 1915 kam es zur Umfirmierung in Garford Motor Truck Company und zum Umzug nach Lima in Ohio. Zwischen 1927 und 1932 stellte die Relay Motors Company aus der gleichen Stadt die Fahrzeuge her. Letzter Hersteller war 1933 die Consolidated Motors Corporation, die ebenfalls in Lima ihren Sitz hatte.

## Fahrzeuge

### Personenkraftwagen
Im Modelljahr 1908 standen zwei verschiedene Modelle im Sortiment. Beide hatten einen Vierzylindermotor. Im Model A leistete der Motor 30 PS. Das Fahrgestell hatte 264 cm Radstand. Als Aufbauten sind Tourenwagen, Town Car, Runabout und Landaulet überliefert. Das Model B hatte einen Motor mit 40 PS Leistung. Der Radstand betrug 290 cm. Dieses Modell gab es als Tourenwagen, Runabout, Limousine und Landaulet.
1911 gab es nur das Model G-7. Der Motor leistete 40 PS. Tourenwagen mit vier, fünf und sieben Sitzen basierten auf einem Fahrgestell mit 298 cm Radstand. Daneben gab es eine Limousine mit 312 cm Radstand.
1912 wurde es zum Model G-8 weiter entwickelt. Die Motorleistung blieb gleich. Der Radstand betrug einheitlich 302 cm. Limousine, Landaulet, Tourenwagen mit fünf, sechs und sieben Sitzen sowie ein Roadster mit zwei Sitzen standen zur Wahl. Das Model G-12 war ein neues Einstiegsmodell mit dem gleichen Radstand, aber nur 30 PS Leistung. Die Tourenwagen boten Platz für vier bis fünf Personen. Limousine, Landaulet und zweisitziger Roadster entsprachen dem Model G-8.Spitzenmodell war das Model G-14. Es hatte einen Sechszylindermotor mit 50 PS. Der Radstand betrug 352 cm. Neben den schon bekannten Limousinen, Landaulets und zweisitzigen Roadster gab es Tourenwagen mit vier und sechs Sitzen.
1913 wurde beim Model G-12 der Radstand auf 300 cm reduziert. Zur Wahl standen Limousine und Landaulet, jeweils mit fünf Sitzen. Das Model G-14 bot nun 343 cm Radstand. Dafür war die Motorleistung auf 60 PS angehoben worden. Der Tourenwagen hatte wahlweise fünf oder sieben Sitze. Limousinen und Landaulets waren immer siebensitzig. Zwischen diesen beiden Modellen rangierte das neue Model G-15. Der Sechszylindermotor hatte 50 PS. Der Radstand betrug 325 cm. Der Tourenwagen war fünfsitzig und der Roadster zweisitzig. Außerdem gab es erstmals seit Jahren wieder ein Town Car.

### Nutzfahrzeuge
Im Angebot standen Omnibusse und Lastkraftwagen. Bis Mitte der 1920er Jahre hatten einige der Fahrzeuge Kettenantrieb. Die Lkw werden als Fünf-, Sieben- und Zehntonner bezeichnet.

## Pkw-Modellübersicht
| Jahr | Modell     | Zylinder | Leistung (PS) | Radstand (cm) | Aufbau                                                                                  |
| ---- | ---------- | -------- | ------------- | ------------- | --------------------------------------------------------------------------------------- |
| 1908 | Model A    | 4        | 30            | 264           | Tourenwagen, Town Car, Runabout, Landaulet                                              |
| 1908 | Model B    | 4        | 40            | 290           | Tourenwagen, Runabout, Limousine, Landaulet                                             |
| 1911 | Model G-7  | 4        | 40            | 298           | Tourenwagen 4-sitzig und 5-sitzig und 7-sitzig                                          |
| 1911 | Model G-7  | 4        | 40            | 312           | Limousine                                                                               |
| 1912 | Model G-8  | 4        | 40            | 302           | Limousine, Landaulet, Tourenwagen 5-sitzig und 6-sitzig und 7-sitzig, Roadster 2-sitzig |
| 1912 | Model G-12 | 4        | 30            | 302           | Limousine, Landaulet, Tourenwagen 4-sitzig und 5-sitzig, Roadster 2-sitzig              |
| 1912 | Model G-14 | 6        | 50            | 352           | Limousine, Landaulet, Tourenwagen 4-sitzig und 6-sitzig, Roadster 2-sitzig              |
| 1913 | Model G-12 | 4        | 30            | 300           | Limousine 5-sitzig, Landaulet 5-sitzig                                                  |
| 1913 | Model G-14 | 6        | 60            | 343           | Tourenwagen 5-sitzig und 7-sitzig, Limousine 7-sitzig, Landaulet 7-sitzig               |
| 1913 | Model G-15 | 6        | 50            | 325           | Tourenwagen 5-sitzig, Roadster 2-sitzig, Town Car                                       |